# Histoire de la langue espagnole

Extension actuelle de l'espagnol dans le monde.

Expansion du castillan dans la péninsule Ibérique.

L’espagnol (ou castillan) est une langue romane apparue autour des VIIIe siècle et IXe siècle et issue du latin vulgaire parlé dans la région cantabrique après le déclin de l'Empire romain,.
Au cours des 1 000 dernières années, il s'est diffusé vers le sud jusqu'à la mer Méditerranée en accompagnant la constitution et l'expansion du royaume de Castille, avant d'être implanté dans l'Empire colonial espagnol, essentiellement en Amérique. Il est aujourd'hui la langue romane la plus parlée, première langue de plusieurs centaines de millions de personnes, langue officielle de 21 pays et l'une des six langues officielles de l'Organisation des Nations unies.
Depuis ses plus anciennes formes documentées et jusqu'autour du XVe siècle, on parle habituellement de castillan ancien ; on parle ensuite d'espagnol (ou de castillan) moderne, les deux formes restant relativement proches. Leur principal trait différentiel est le système consonantique, qui a connu un profond réajustement vers le XVe siècle.
L'espagnol du XVIe siècle et XVIIe siècle est parfois appelé « espagnol classique », s'agissant de la langue du Siècle d'or de la littérature espagnole.

## Histoire externe
L'histoire externe d'une langue est celle qui se réfère à la description des conditions sociales, culturelles, politiques et historiques qui ont influencé les phénomènes linguistiques.

### Substrat pré-romain

Carte ethnolinguistique de la péninsule Ibérique vers le (avant les invasions carthaginoises.

Le substrat pré-romain est constitué des langues parlées par les peuples primitifs occupant la péninsule Ibérique, qui ne sont que partiellement connus (Ibères, Celtes, dont Cantabres, parfois réunis sous l'appellation de Celtibères, et Basques essentiellement), et par ceux qui commerçaient avec eux (Phéniciens, Carthaginois et Grecs) et y avaient établi des comptoirs. Leurs apports respectifs sont débattus. L'influence du substrat pré-romain est créditée dans l'apparition de certains traits phonologiques (chute du f- initial latin, bêtacisme), l'origine de certains suffixes (-rro, rra) ainsi que de certains vocables (izquierda, perro, cama) ou toponymes (Segovia, Sigüenza).
Par la suite, de nombreux Castillans d'ascendance basque prennent part à la Reconquista, comme le montrent les nombreux toponymes de cette origine dans une grande partie de l'Espagne.

### Latin hispanique
Entre le IIIe siècle av. J.-C. et le Ier siècle av. J.-C. se déroule la conquête de la péninsule Ibérique par les Romains, accompagnée et suivie d'un profond processus de romanisation qui affecte et bouleverse de nombreux domaines de la vie de ses habitants, notamment sur le plan linguistique. Les langues pré-romaines sont peu à peu marginalisées, d'abord par l'intermédiaire d'une étape de bilinguisme très étendu dans les principaux centres d'occupation romains, puis en restant confinées dans des régions de plus en plus isolées, jusqu'à leur fragmentation extrême et leur extinction, à l'exception du basque, seul survivant de ce processus. Dans son cas, on peut remarquer le faible nombre de toponymes d'origine basque avant le Ier siècle av. J.-C., ce qu'on pourrait expliquer par une migration limitée venue d'Aquitaine au cours de cette période et jusqu'au VIIe siècle, qui aiderait à comprendre son maintien.
Néanmoins, deux facteurs se révèlent décisifs dans les derniers développements du latin qui évoluera pour donner le castillan :
- En premier lieu, la situation géographique : la distance avec le centre névralgique de l'Empire, Rome, et l'isolement géographique (à travers les Pyrénées, la mer Méditerranée, le système ibérique et la cordillère Cantabrique…), expliquent que les innovations linguistiques parviennent lentement et avec retard ;
- Enfin, l'origine des colons : la plupart des Romains qui participent à la colonisation sont originaires du sud de la péninsule Italique, et parlent une variété de latin vulgaire particulière.

### Influences germaniques et arabes
La diversification du latin dans les différentes régions de l’Empire commence à être marquée à partir du IIIe ou IVe siècle et se trouve accentuée par la chute de celui-ci au VIe siècle. Au cours du même siècle, les invasions barbares entraînent l'incorporation aux parlers ibériques de certains vocables germaniques, s'ajoutant à ceux déjà intégrés par le latin vulgaire. On distingue en particulier le champ lexical militaire, avec des mots comme guerra (de werra, « confusion ; querelle ») ou yelmo (de helm, « heaume »), ainsi que certains noms propres, comme Álvaro (de all, « tout », et wars, « prévenu ») ou Fernando (de friþu, « pacifique », et nanþ, « hardi »).
Au VIIIe siècle, avec la conquête musulmane de la péninsule Ibérique, les parlers romans péninsulaires subissent une forte influence de l'arabe, particulièrement au niveau lexical. Ainsi plus de 4 000 vocables d'origine arabe sont recensés en castillan, appartenant à des registres tels que l'agriculture (aceite, « huile », aljibe, « citerne »), le domaine militaire (almirante, « amiral », adalid, « chef militaire », puis par extension « meneur »), l'administration (alguazil, « agent », « officier ») et de très nombreux toponymes dans toute l'Espagne. Dans ces emprunts, on observe fréquemment une agglutination de l'article arabe al au lexème. Les termes grammaticaux sont en revanche extrêmement rares (hasta, « jusqu'à » ; he, dans he aquí, « voici » ; ojalá, « pourvu que »). De même, on n'a aucune preuve d'une quelconque influence de l'arabe sur le système phonologique du castillan. La fricative vélaire /x/ (jota) ne fait son apparition qu'aux environs du XVIIe siècle, moment où l'arabe n'est parlé que très résiduellement en Castille.

### Apparition du castillan

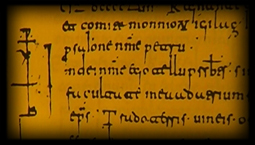
Fragment d'un des documents des cartulaires de Valpuesta rédigé en écriture wisigothique.

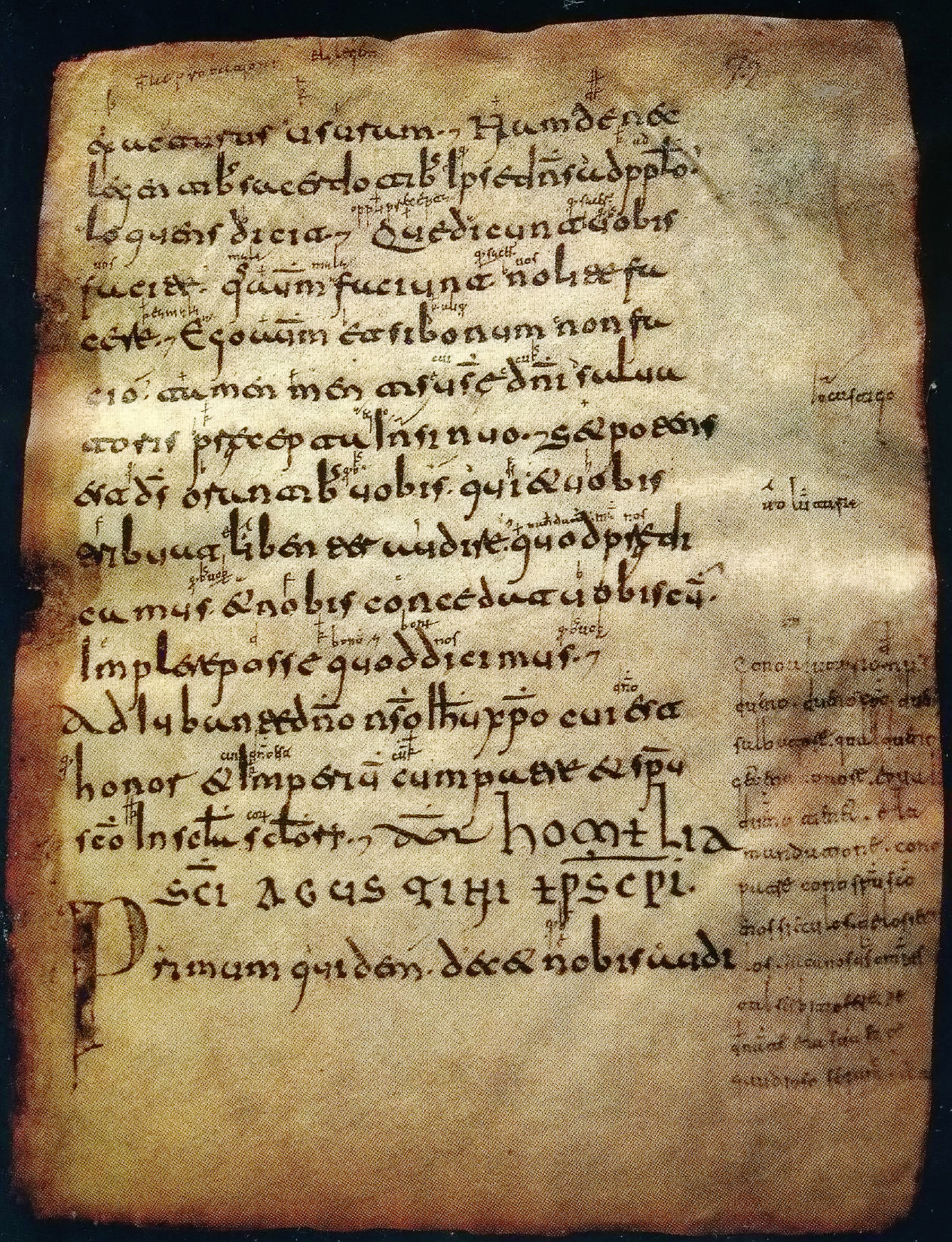
Page 72 du codex Emilianense 60. On aperçoit la glose dans la marge.

Les transformations grammaticales et phonologiques successives amènent l'émergence des langues romanes en tant qu'entités différenciées entre les VIe et IXe siècles, avec une intercompréhension rendue de plus en plus difficile. Les textes reconnus comme les plus anciens dans une variante de castillan sont les Cartulaires de Valpuesta, conservés à l'église Sainte-Marie de Valpuesta (Castille-et-León, Burgos), ensemble de textes qui constituent des copies de documents, dont certains remontent jusqu'au IXe siècle (autour de 804),,,.
Les écrits autrefois considérés comme les plus anciens rédigés en castillan consistent en des gloses (des traductions de termes isolés dans des phrases) ajoutées en marge des Glosas Emilianenses, rédigées en latin et conservées au monastère de San Millán de Yuso, à San Millán de la Cogolla (La Rioja). On estime qu'elles datent d'entre la fin du Xe siècle et le début du XIe siècle. Cependant, certains doutes concernant la variété spécifique de roman employée dans les gloses amènent les linguistes actuels à penser qu'elles ne sont pas écrites en castillan médiéval, mais dans un proto-roman de riojan, de navarro-aragonais ou de castillan-riojano selon le philologue César Hernández, c'est-à-dire, dans les mots du philologue Claudio García Turza, « un embryon ou ingrédient basique du complexe dialectal qui façonnera le castillan ». Aux côtés de caractéristiques typiques de La Rioja, on trouve des traits présents dans d'autres variétés dialectales d'Espagne, aragonais, astur-léonais et mozarabe.
Tout ceci amène à penser, comme l'ont fait Menéndez Pidal (1950), Lapesa (1981), Alarcos (1982) et Alvar (1976, 1989) qu'il s'agit en réalité d'une koinè dans laquelle sont mélangés des traits appartenant au castillan, au riojan, à l'aragonais et quelques-uns du roman navarrais. Ces théories concordent de plus avec ce que l'on sait de la zone de San Millán, une importante croisée de langues et de cultures hispaniques, les colons chrétiens provenant de régions diverses obligeant à un constant réajustement linguistique.
Le mozarabe est un ensemble relativement peu documenté de dialectes romans fortement influencés par la langue arabe, utilisé par les chrétiens arabisés sous domination musulmane. Le contact avec l’arabe confère au mozarabe certaines caractéristiques uniques dans l'ensemble des langues romanes. Une grande partie de la documentation écrite mozarabe connue provient des khardjas, textes poétiques rédigés en alphabet arabe (aljamiado).
Avec l'avancée de la Reconquista, le dialecte septentrional se diffuse vers le sud, où il remplace et absorbe les dialectes locaux, tout en incorporant massivement du vocabulaire emprunté à l'arabe andalou, au mozarabe et au judéo-espagnol médiéval. À la fin du XVIe siècle, plus aucune de ces langues n'est parlée activement dans la péninsule,.
Les exploits comme ceux du Cid dans la reconquête renforcent le prestige de la Vieille-Castille, siège du pouvoir, et de sa langue, avec par exemple la diffusion du Cantar de mio Cid.

### Langue castillane sous Alphonse X de Castille

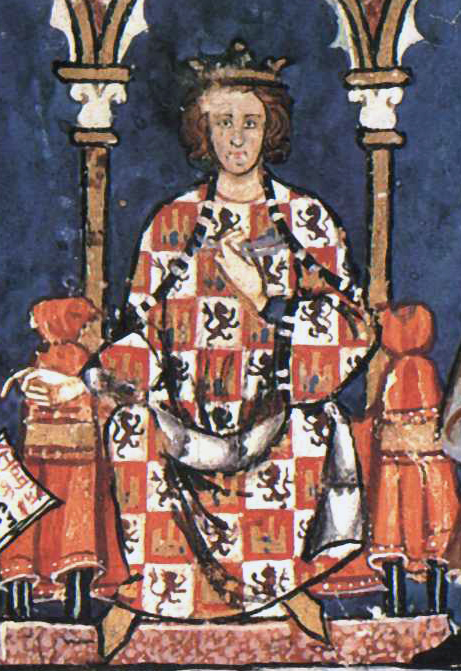
Portrait d'Alphonse X le Sage.

Les premières étapes d'une standardisation de la langue écrite sont entreprises par Alphonse X de Castille dit « Le Sage » (1221-1284). Il rassemble à sa cour des scribes et dirige la rédaction en castillan d'importantes œuvres en histoire, astronomie, Droit et d'autres champs de connaissance (El Lapidario, Las Siete Partidas, General estoria, Primera Crónica…),. Au cours de son règne il mène une intense promotion en faveur de la langue vernaculaire et au détriment du latin, qui était jusqu'alors la seule langue écrite des documents officiels. Le castillan acquiert un important prestige au sein de la cour et dans l'ensemble des royaumes, alors même que ceux-ci poursuivaient leur avancée vers le sud avec la fin de la Reconquista.
On retrouve des marques de divers processus de changements morphosyntaxiques et grammaticaux montrant une transition entre la fin du latin vulgaire et les débuts du proto-roman et le castillan médiéval (XVe siècle dans les œuvres supervisées par Alphonse X et celles d'autres écrivains du XIIIe siècle).

### Siècle d'or de la langue espagnole - langue de l'Empire

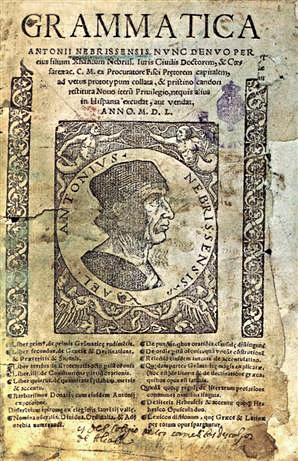
Frontispice de la Grammatica Nebrissensis.

Antonio de Nebrija est l'auteur de la première grammaire de l'espagnol, Grammatica dela Lingua Castellianna, publiée à Salamanque en 1492, réalisée sous les auspices de la reine de Castille Isabelle la Catholique, l'année même où prenait fin la Reconquista avec la prise de Grenade et où Christophe Colomb découvrait l'Amérique pour le compte de la couronne, ouvrant celle-ci à la conquête des immenses territoires du Nouveau Monde, dans laquelle la langue castillane joue un rôle important pour asseoir l'hégémonie de la Castille. La grammaire de Nebrija est également le plus ancien traité sur une langue vernaculaire moderne en Europe.
À la même époque se déroule le processus d'unification des royaumes d'Espagne, Castille et Aragon, qui conservent cependant leurs institutions, leurs usages et leurs langues respectifs.
Au XVIe siècle, la langue espagnole suit l'expansion de l'Empire, et s'étend à travers les vice-royautés du Pérou, de la Nouvelle-Espagne, de Nouvelle-Grenade, du Río de la Plata, les Philippines, Guam, les îles Mariannes, et Carolines. Au contact des langues indigènes, l'espagnol enrichit de façon considérable son lexique en empruntant une multitude de termes de la vie quotidienne (botanique, zoologie, géographie, nourriture…), dont bon nombre sont finalement pleinement intégrés jusque dans les parlers péninsulaires.
Au cours de sa période classique, dans le cadre des mouvements de la Renaissance et du baroque, la littérature espagnole offre des apports décisifs à la littérature universelle avec par exemple des œuvres comme Lazarillo de Tormes ou Don Quichotte, considérés comme des piliers du roman moderne. Cette période prolifique et prestigieuse, marquée par la prééminence de l'Espagne, tant au niveau politique que culturel, est dénommée siècle d'or espagnol dans l'historiographie.

### XVIIIesiècle
Au terme de la guerre de Succession d'Espagne (1701-1714), les Bourbons s'installent sur le trône d'Espagne. Le premier d'entre eux, Philippe V (petit-fils de Louis XIV de France), implante une gestion administrative centraliste inspirée du modèle français en publiant les Décrets de Nueva Planta qui abolissent les privilèges des anciens royaumes (fors) et imposent le castillan comme seule langue de l’administration.
En 1713 est fondée l'Académie royale espagnole, avec l'objectif affiché de préserver la « pureté » de la langue. Elle publie son premier dictionnaire en six volumes entre 1726 et 1739, et sa première grammaire en 1771, tous deux régulièrement actualisés jusqu'à nos jours. Aujourd'hui[Quand ?] chaque pays hispanophone dirige sa propre académie, et elles se trouvent toutes fédérées dans l'Association des académies de la langue espagnole créée en 1951.

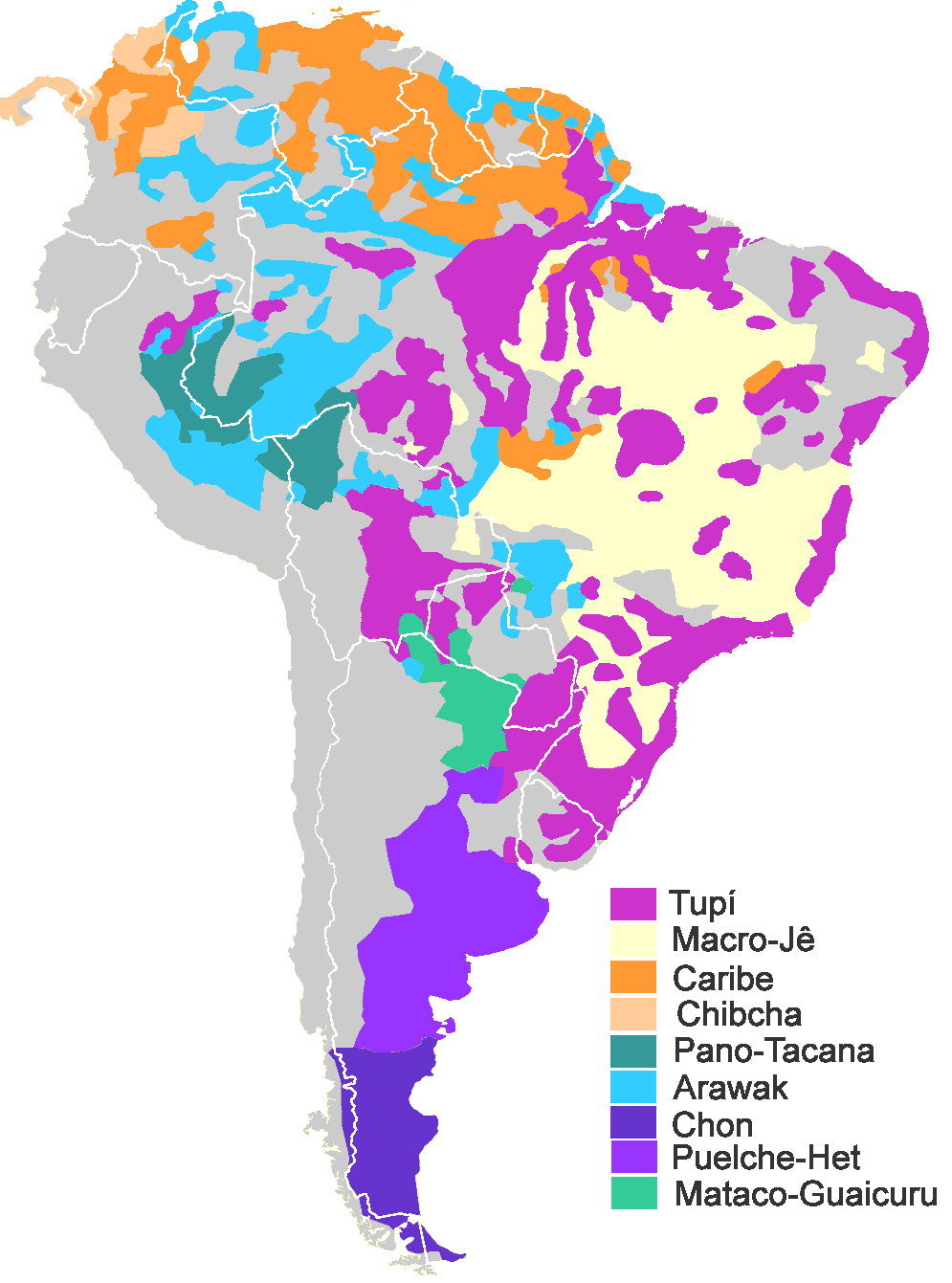
Principaux groupes linguistiques d'Amérique du Sud (hors zones andines : quechua, aymara et mapudungun).

En Amérique, l'usage de la langue est perpétué par les Créoles et les Indiens métissés qui constituent plus tard la majorité de la population hispano-américaine. Après les guerres d'indépendance du XIXe siècle, les élites créoles au pouvoir diffusent la langue espagnole dans l'ensemble de la population pour renforcer la cohésion nationale, et les mesures prises pour tenter de faire de chaque autochtone un locuteur courant de l'espagnol réussissent en grande partie, hormis dans des zones très isolées de l'ancien empire colonial espagnol.
En 1790, l'Espagne et la Grande-Bretagne signent la convention de Nootka, dans laquelle la première renonce à tous ses droits sur un vaste territoire d'Amérique septentrionale occidentale jusqu'alors sous sa domination. Certains toponymes d'origine castillane perdurent.

### Période contemporaine

#### Afrique
En Guinée équatoriale, la présence de l'espagnol remonte à la fin du XVIIIe siècle et il est adopté comme langue officielle au moment de l'obtention de l'indépendance en 1968.
L'espagnol est largement parlé dans le Sahara occidental, protectorat de l'Espagne entre les années 1880 et 1970. Il constitue également une minorité importante au Maroc, avec 320 000 locuteurs.

#### Amérique

##### Amérique latine
Lorsque Porto Rico revient aux États-Unis en conséquence de la guerre hispano-américaine, sa population (presque entièrement constituée d'Espagnols et de métis afro-hispano-caraïbes) conserve l'espagnol comme langue première, en coofficialité et en contact avec l'anglais imposé par les autorités américaines.
À la fin du XIXe siècle, Cuba et Porto Rico, encore colonies espagnoles, accueillent de nombreux immigrants d'Espagne. À la même période et jusqu'au début du XXe siècle, d'autres pays d'Amérique hispanique comme l'Uruguay, l'Argentine, ainsi que, dans une moindre mesure, le Chili, la Colombie, le Mexique, le Panama et le Venezuela, reçoivent pour leur part des immigrants d'origine européenne (d'Espagne et d'ailleurs). Dans ces derniers, les immigrants de deuxième et troisième génération adoptent la langue espagnole, incités par les politiques officielles d'assimilation des Européens catholiques visant à gagner leur loyauté. Au XXe siècle, plus d'un million de Portoricains ont émigré aux États-Unis.
Les hispanophones constituent une minorité importante au Brésil (1 000 000).

##### États-Unis

Proportion représentée par la population hispano-américaine aux États-Unis par État.

Au XIXe siècle, les États-Unis font l'acquisition de la Louisiane et de la Floride, auprès de la France et de l’Espagne respectivement, et, par le traité de Guadalupe Hidalgo (1848), obtiennent du Mexique des territoires qui aujourd'hui forment l'Arizona, la Californie, le Colorado, le Nouveau-Mexique, le Texas et l'Utah, ainsi qu'une partie des États actuels du Wyoming, du Kansas et de l'Oklahoma. L'espagnol est vite supplanté par l'anglais dans ces territoires et les variétés datant de cette époque ne subsistent aujourd'hui plus qu'à l'état résiduel.
À partir du XXe siècle, des millions d'hispano-américains émigrent aux États-Unis, devenant la plus importante minorité du pays avec plus de 41 millions de membres en 2004. Ils se rassemblent parfois dans d'importants quartiers des grandes villes, comme Spanish Harlem à New York.
Dans le Sud-Ouest des États-Unis (Californie, Arizona, Nouveau-Mexique, Texas), les immigrants espagnols, puis créoles et autres immigrés mexicains et leurs descendants (chicanos) ont constitué un apport permanent de nouveaux locuteurs à la langue, qui s'est assez largement maintenue, en dépit de la prédominance de l'anglais.
En Floride, les hispanophones, essentiellement de Cuba et, dans une moindre mesure, d'autres pays d'Amérique hispanique représentent actuellement la majorité de la population.

#### Espagne
En Espagne, la politique linguistique du franquisme instaure à partir de 1939 le castillan comme seule langue officielle. Il est encore jusqu'à nos jours la langue largement dominante dans les affaires, l'éducation publique, la communication officielle, les médias ainsi que sur le lieu de travail. À partir des années 1960 et jusqu'à la fin du régime toutefois, le parlement accorde à certaines provinces le droit d'utiliser et d'imprimer les documents officiels dans trois autres langues : le catalan en Catalogne, le basque au Pays basque et le galicien en Galice.
Après la mort de Franco et une phase de transition, l'Espagne devient une démocratie et adopte un modèle d'État décentralisé dit autonomiste, dont la Constitution laisse les Communautés autonomes libres de définir, dans leurs statuts d'autonomie respectifs, des « langues propres » destinées à être coofficielles avec le castillan, et ajoute que « la richesse des diverses modalités linguistiques d'Espagne est un patrimoine culturel qui fera l'objet d'un respect spécial et de protection ». Dans de nombreux cas, ces nouvelles conditions ont facilité la normalisation et les langues régionales ont accédé à de nouveaux cadres d'usages officiel, scolaire, professionnel, tout en se maintenant de façon variée dans le cadre privé.

#### Cas du judéo-espagnol
Les descendants des anciens Juifs espagnols, expulsés d'Espagne en 1492, perpétuent une variante propre du castillan notamment influencée par l'hébreu, le judéo-espagnol, qui a suivi une évolution spécifique et est encore parlé, par un nombre décroissant de locuteurs cependant, essentiellement en Israël, en Turquie et en Grèce,.

#### Océanie
En Océanie, le castillan est parlé dans plusieurs îles qui se trouvent sous la dépendance du Chili depuis le XIXe siècle, notamment l'île de Pâques, où il est parlé par environ 4 000 personnes. En Australie réside également une communauté d'environ 33 000 émigrants chiliens.
Aux Philippines, l'espagnol est encore parlé par environ 3 millions de personnes.
Aux îles Mariannes, l'espagnol est conservé jusqu'à la Guerre du Pacifique, mais n'est plus parlé depuis par un nombre significatif de personnes.

#### Usage international
Lorsque l'Organisation des Nations unies est fondée en 1945, l'espagnol est désigné comme l'une de ses cinq langues officielles (avec le chinois, l'anglais, le français et le russe) ; l'arabe est ajouté en 1973.

#### Langue littéraire
La diffusion et le renforcement du prestige de l'espagnol a été fortement appuyée, pratiquement depuis ses origines, par l'existence d'une littérature actuelle et parfois avant-gardiste.
La liste des prix Nobel de littérature contient onze écrivains de langue espagnole : José Echegaray, Jacinto Benavente, Gabriela Mistral, Juan Ramón Jiménez, Miguel Ángel Asturias, Pablo Neruda, Vicente Aleixandre, Gabriel García Márquez, Camilo José Cela, Octavio Paz et Mario Vargas Llosa.

## Histoire interne
L'histoire interne ou grammaire historique étudie pour sa part les changements diachroniques survenus dans le système linguistique lui-même.
L'espagnol partage avec les autres langues romanes la plupart des évolutions phonologiques et grammaticales caractéristiques du latin vulgaire, telles que l'abandon de la quantité vocalique, la perte des déclinaisons et la disparition des verbes déponents.

### Syntagme nominal

#### Disparition de la flexion casuelle
Voir aussi : Langues romanes#Système nominal
Le latin classique reposait sur un système de déclinaisons (ou cas), dans lequel la terminaison de chaque nom, adjectif ou pronom indiquait sa fonction grammaticale :
Exemple de déclinaison latine (première déclinaison)
| cas                              | singulier | pluriel  |
| -------------------------------- | --------- | -------- |
| nominatif (sujet)                | mēnsa     | mēnsae   |
| vocatif (interpellation directe) | mēnsa     | mēnsae   |
| accusatif (objet direct)         | mēnsăm    | mēnsās   |
| génitif (possession)             | mēnsae    | mēnsārum |
| datif (objet indirect)           | mēnsae    | mēnsīs   |
| ablatif (modal)                  | mēnsā     | mēnsīs   |

Chaque voyelle, selon qu'elle était longue ou brève, pouvait produire deux phonèmes distincts.
Lors de la formation du latin vulgaire, diverses altérations réduisent ce système et le déstabilisent :
- La chute du /-m/ final entraîne une confusion entre l'accusatif et l'ablatif de la troisième déclinaison (monte(m)/monte) ;
- La confluence de /ā/ et /ă/, associée à la chute du /-m/, rend impossible la distinction entre le nominatif (mēnsa), l’accusatif (mēnsă(m)) et l'ablatif (mēnsa) ;
- La confusion de /ŭ/ et /ō/, associée à la chute du /-m/, ne permet plus la différenciation entre l'accusatif singulier de la deuxième déclinaison (dominŭ(m)) et l'ablatif (dominō) ;
- La convergence de /i/ et /ē/ implique la confusion entre le nominatif/accusatif pluriel de la troisième déclinaison (montēs) et le génitif singulier (montĭs).

Le système casuel, devenant ambigu sur le plan grammatical, tombe en désuétude et le castillan, comme les autres langues romanes, explore d'autres moyens de distinguer la fonction des mots, en particulier l'adoption d'un ordre syntaxique plus rigide (typiquement : sujet-verbe-complément, le latin permettant au contraire une liberté presque totale dans le placement des syntagmes) et la création de nouvelles constructions prépositionnelles. Ainsi sont privilégiées la construction de « de + ablatif » en remplacement du génitif (dimidium de praeda au lieu de dimidium praedae, « la moitié du butin ») ou la forme a + accusatif en remplacement du datif.

#### Marque du pluriel
Le latin classique ne disposait pas de marque spécifique au pluriel, le nombre étant indiqué par les déclinaisons. Toutefois, l'accusatif, le cas le plus employé, terminait en /-s/ au pluriel (rosas, dominos, homines). En latin tardif, dans lequel avaient disparu le /-s/ et le /-m/ finaux, les accusatifs pluriels en /-s/ refont leur apparition et sont également employés comme nominatif. Le castillan médiéval, avec la disparition totale des désinences, adopte la terminaison en /-s/ comme marque du pluriel pour les éléments de la voix nominale, comme les autres langues romanes occidentales. Dans le cas des langues romanes orientales comme l'italien ou le roumain, c'est le nominatif en /-i/ et /-ae/>/-e/ qui est pris comme marque du pluriel.

### Syntagme verbal

#### Conjugaisons
Les conjugaisons verbales de l'espagnol médiéval et moderne sont directement basées sur les conjugaisons latines et en restent très proches :
| Canto    | Canto    | Canto    |
| Cantas   | Cantas   | Cantas   |
| Cantat   | Canta    | Canta    |
| Cantamus | Cantamos | Cantamos |
| Cantatis | Cantades | Cantáis  |
| Cantant  | Cantan   | Cantan   |

Au XIIIe siècle, /-t/ de la troisième personne du pluriel chute et /-tis/ de la deuxième du pluriel se transforme en /-des/.
Aux verbes conjugués peuvent être adjoints des pronoms compléments en position enclitique (faziendol, dixol, pusol, etc.).

#### Évolutions analogiques et unification des paradigmes
On observe dans les transformations des radicaux des évolutions par analogie, dans lesquelles un paradigme déterminé s'impose à un grand nombre de formes verbales (personnes, modes et temps), en contradiction avec les tendances générales d'évolution phonétique de la langue.
Exemple : Le verbe pagar, issu de PACARE donne à l'indicatif présent pago (<PACO), pagas (<PACAS), paga (<PACAT), etc., conformément à l'évolution phonétique normale. Au subjonctif, pour maintenir le même paradigme [pag] au radical du verbe, l'évolution a été pague [page], pagues [pages], pague [page], et non page [paxe] (<PACE(M)), pages [paxes] (<PACES) et page [paxe] (<PACET).

#### Restructuration des temps verbaux
Le latin utilise des conjugaisons synthétiques pour exprimer les différents temps et modes. Il différencie également dans celles-ci deux aspects, perfectif et imperfectif. Le passage du latin vulgaire à l'espagnol, comme dans toutes les langues romanes, se démarquent par une restructuration du système et des paradigmes des temps verbaux, la perte du trait perfectif/imperfectif et la création de nouveaux paradigmes analogiques.
En espagnol, on observe en particulier une auxiliarisation du verbe haber (« avoir, posséder »). Celui-ci va permettre de construire les nouveaux paradigmes du futur de l'indicatif (infinitif + haber) pour remplacer le paradigme latin (CANTABO…) tombé en désuétude. Le conditionnel est construit par analogie, en utilisant l'auxiliaire simplifié à l'imparfait.
Haber permet également la construction des temps composés autour du XIIIe siècle. Ils sont dérivés de la construction du latin tardif HABERE ou ESSE + participe-passé. La consolidation du passé-composé (dont la morphologie est analogiquement identique à celle des autres temps composés) passe par une désémantisation progressive du verbe haber (« avoir, posséder »), qui tend à ne plus être utilisé que comme outil grammatical (indicateur de temps et de personne) et, parallèlement, une perte de l'accord en genre et en nombre du participe passé, qui pour sa part concentre la teneur sémantique de la construction. De son côté, la valeur sémantique du verbe tener (« avoir, tenir »), en s'élargissant, finit par recouvrir totalement celle de haber au XVe siècle.
| Latin                  | Castillan médiéval |
| ---------------------- | ------------------ |
| Habui/Habebam cantatum | Ove/avia cantado   |
| Habeo cantatum         | He cantado         |
| Habere habeo cantatum  | Avré cantado       |
| Habuissem cantatum     | Oviesse cantado    |
| Habeam cantatum        | Aya cantado        |
| Habuerim cantatum      | Ovier(e) cantado   |

Haber conserve encore sa valeur sémantique dans certaines expressions lexicalisées, en particulier haber de + infinitif pour signifier une obligation et la forme hay<ha allí (« il y a ») ainsi que ses variantes dans les différents temps et modes (había, habrá, hubo, etc. et même ha habido au passé-composé).
Le remplacement de l'indicatif plus-que-parfait latin par une forme analogique (haber à l'imparfait + participe-passé) s'accompagne d'un basculement de ses paradigmes vers le mode subjonctif. En conséquence, l'espagnol dispose actuellement de deux paradigmes de conjugaison pour le subjonctif imparfait, issues du plus-que-parfait latin, indicatif pour les formes en -ra (AMAVERAM>amara), et subjonctif pour les formes en -se (AMAVISSEM>amase). Bien que tous deux soient également admis sur un plan académique, le premier tend à se substituer au second dans le langage courant. De plus, il conserve encore dans certains usages, en particulier littéraires, sa valeur originelle d'indicatif plus-que-parfait.
Jusqu'au XVIIe siècle, l'espagnol a maintenu un subjonctif futur en -re, issu d'une fusion des paradigmes du subjonctif parfait et du futur antérieur (remplacé par la forme composée en utilisant haber au futur). Cette forme a pratiquement disparu de l’espagnol actuel et ne persiste que dans des expressions lexicalisées, des proverbes et certaines formules juridiques.

### Évolutions phonétiques
Les changements précoces survenus dans l'histoire de la langue espagnole sont déduits de certaines fautes d'orthographes dans le latin employé par les scribes, certains mots isolés, ainsi que quelques spécimens manuscrits anciens, dont certains remontent jusqu'au IXe siècle. La diversité de ces supports et de leurs conventions d'écriture rend difficile la tâche de reconstruire la chronologie de ces changements. La constance orthographique et la quantité de matériel disponible augmentent considérablement à partir du XIIIe siècle.

#### Conditionnement du yod
Le système phonologique du latin vulgaire tardif et les parlers proto-romans se caractérisent par différents phénomènes de palatalisation, qui s'effectuent par le biais du yod ([j]), semi-consonne ou semi-voyelle massivement apparue en conséquence de l'application de la loi du timbre (dans une diphtongue l'élément le plus fermé tend à se fermer davantage encore) et des phénomènes de vocalisation. Le yod joue un rôle important dans l'évolution morphologique de nombreux mots de l'espagnol primitif, en particulier en exerçant un pouvoir fermant sur les voyelles antérieures et en participant à de nombreux phénomènes d'assimilation et de palatalisation, avant de disparaître la plupart du temps.
Exemples : 
- NOCTE(M)>*noite>noche : nuit
- OCTO>*oito>ocho : huit

#### Traitement des voyelles

##### Perte de la quantité vocalique, phonologisation de l'accent tonique et diphthongaison
En latin, la quantité vocalique était un trait phonologique pertinent (autrement dit, la quantité vocalique permet de former des phonèmes différents, et donc de distinguer certains mots). En passant au latin vulgaire, puis au castillan ancien, le trait s'est affaibli puis a fini par disparaître totalement. Pour compenser cette perte, qui entraînait la création de nombreux homonymes, le castillan a dû employer de nouveaux recours pour créer des oppositions dans son système vocalique.
En latin, à chaque mot était associé un accent tonique, dont la valeur était phonétique (et non phonologique, étant donné qu'il était déterminé par la répartition des quantités vocaliques des différentes syllabes du mot). Pour compenser la perte du trait de quantité, l'espagnol donne à l'accent tonique (qui se maintient en général à la même place dans les mots) un caractère phonologique.
La diphtongaison de tous les /e/ et /o/ toniques brefs, caractéristique de l’espagnol, relève du même processus de différenciation, ces voyelles ''courtes'' se trouvant indiscernables de leurs homologues ''longues'' après la perte de pertinence de la quantité. On retrouve un phénomène analogue de diphtongaison dans de nombreuses autres langues romanes italo-occidentales. L'espagnol se distingue cependant car le changement se produit indépendamment de la forme syllabique, à la différence par exemple du français et de l'italien, où elle ne se produit que dans les syllabes ouvertes à l'origine. En contraste, le portugais et le catalan, langues voisines, ne connaissent pas ce phénomène. Cela contribue à expliquer le fait que le système phonologique de l'espagnol ne renferme que 5 voyelles et non 7, comme c'est le cas de la plupart des autres langues romanes italo-occidentales,,,.
| Diphtongaison des syllabes ouvertes et fermées dans les langues romanes occidentales | Diphtongaison des syllabes ouvertes et fermées dans les langues romanes occidentales | Diphtongaison des syllabes ouvertes et fermées dans les langues romanes occidentales | Diphtongaison des syllabes ouvertes et fermées dans les langues romanes occidentales | Diphtongaison des syllabes ouvertes et fermées dans les langues romanes occidentales | Diphtongaison des syllabes ouvertes et fermées dans les langues romanes occidentales | Diphtongaison des syllabes ouvertes et fermées dans les langues romanes occidentales |
| Structure syllabique                                                                 | Latin                                                                                | Espagnol                                                                             | Français                                                                             | Italien                                                                              | Catalan                                                                              | Portugais                                                                            |
| ------------------------------------------------------------------------------------ | ------------------------------------------------------------------------------------ | ------------------------------------------------------------------------------------ | ------------------------------------------------------------------------------------ | ------------------------------------------------------------------------------------ | ------------------------------------------------------------------------------------ | ------------------------------------------------------------------------------------ |
| Syllabe ouverte                                                                      | petram, focum                                                                        | piedra, fuego                                                                        | pierre, feu                                                                          | pietra, fuoco                                                                        | pedra, foc                                                                           | pedra, fogo                                                                          |
| Syllabe fermée                                                                       | festam, portam                                                                       | fiesta, puerta                                                                       | fête, porte                                                                          | festa, porta                                                                         | festa, porta                                                                         | festa, porta                                                                         |

Dans certains cas, la présence d'un yod, par son pouvoir fermant (voir #Conditionnement_du_yod) a pu empêcher la diphtongaison.

##### Syncope
L'espagnol se caractérise par une fréquente syncope de la syllabe immédiatement située avant ou après la syllabe tonique. Très tôt dans son histoire, la langue a perdu de telles voyelles autour des consonnes R et L, et entre S et T,, :
| Syncope précoce en espagnol | Syncope précoce en espagnol         | Syncope précoce en espagnol |
| Contexte                    | Latin                               | Espagnol                    |
| --------------------------- | ----------------------------------- | --------------------------- |
| _r                          | aperīre, humerum, litteram, operam  | abrir, hombro, letra, obra  |
| r_                          | eremum, viridem                     | yermo, verde                |
| _l                          | acūculam, fabulam, insulam, populum | aguja, habla, isla, pueblo  |
| l_                          | sōlitārium                          | soltero                     |
| s_t                         | positum, consūtūram                 | puesto, costura             |

Plus tard, après l'étape de voisement des intervocaliques, d'autres voyelles non toniques ont chuté dans d'autres environnements consonantiques :
| Syncope tardive en espagnol | Syncope tardive en espagnol              | Syncope tardive en espagnol     |
| Contexte                    | Latin                                    | Espagnol                        |
| --------------------------- | ---------------------------------------- | ------------------------------- |
| b_t                         | cubitum, dēbitam, dūbitam                | codo, deuda, duda               |
| c_m, c_p, c_t               | decimum, acceptōre, recitāre             | diezmo, azor, rezar             |
| d_c                         | undecim, vindicāre                       | once, vengar                    |
| f_c                         | advērificāre                             | averiguar                       |
| m_c, m_n, m_t               | hāmiceolum, hominem, comitem             | anzuelo, hombre, conde          |
| n_c, n_t                    | dominicum, bonitāte, cuminitiāre         | domingo, bondad, comenzar       |
| p_t                         | capitālem, computāre, hospitālem         | caudal, contar, hostal          |
| s_c, s_n                    | quassicāre, rassicāre, asinum, fraxinum  | cascar, rascar, asno, fresno    |
| t_c, t_n                    | masticāre, portaticum, trīticum, retinam | mascar, portazgo, trigo, rienda |

#### Traitement des consonnes
De façon générale les langues romanes se caractérisent par une présence de palatales et de fricatives supérieure au latin, qui se révèle une langue très pauvre dans ces modes d'articulation (seulement deux fricatives s et f, et aucune palatale). La langue espagnole ne fait pas exception et des phénomènes de palatalisation et de fricatisation se rencontrent dans un grand nombre de combinaisons impliquant des consonnes.
Les tendances générales du traitement des consonnes en espagnol, détaillées ci-dessous, sont les suivantes :
- Conservation des consonnes initiales, sauf /f-/ (et moins systématiquement /g-/), qui chute
- Usure des intervocaliques : simplification des géminées, voisement des occlusives sourdes, fricatisation des sonores, amüissement
- En position finale : conservation de /-l/ et /-s/, intériorisation de /-r/ (INTER>entre), disparition des autres consonnes finales (le /-m/ a déjà chuté en latin vulgaire)

##### Chute duf-initial
Le /f/, réalisé comme la labiodentale [f], se trouvait essentiellement à l'initiale des mots en latin. On pense qu'il a subi une série d'altérations, devenant successivement bilabiale [ɸ], puis la consonne glottale [h] (d'où l'orthographe moderne), avant de disparaître totalement de la plupart des variétés d'espagnol.
On retrouve ce phénomène en gascon. On l'attribue généralement à une influence du substrat bascoïde ou, de façon plus débattue, ibère. Le basque ne connaît en effet pas le f- en position initiale.
La substitution de ‹f› par ‹h› à l'écrit n’est pas fréquente avant le XVIe siècle, mais les premières traces écrites attestant de ce phénomènes remontent en 863, lorsque le latin Forticius est transcrit Ortiço, et l'on constate que la chute totale s'est déjà produite. On retrouve le même nom, orthographié cette fois Hortiço en 927. La plupart des exceptions à ces changements sont des mots savants (forma, falso, fama), influencés par leur forme latine écrite, ou des mots dans lesquels le f- initial est suivie d'une consonne (‹r›, ‹l›) ou de l'élément semi-vocalique d'une diphtongue (comme dans frente, flor, fiesta, fuerte),,.
| Exemples de chute du f- latin initial en espagnol | Exemples de chute du f- latin initial en espagnol                                                                        | Exemples de chute du f- latin initial en espagnol                                                       |
| Consonne                                          | Latin | Espagnol                                                                                                |
| ------------------------------------------------- | --- | --- |
| f- → h-                                           | fabulāri, facere, faciendam, factum, faminem, farīnam, fēminam, fīcatum, fīlium, foliam, fōrmōsum, fūmum, fungum, furcam | hablar, hacer, hacienda, hecho, hambre, harina, hembra, hígado, hijo, hoja, hermoso, humo, hongo, horca |

##### Bêtacisme
À la différence de l'espagnol, la plupart des langues romanes ainsi qu'une bonne part du domaine occitan et catalan ont maintenu une distinction entre les phonèmes /b/ (consonne bilabiale occlusive voisée) et /v/ (consonne voisée fricative, généralement labiodentale mais parfois bilabiale).
Les occurrences du phonème /b/ peuvent être en espagnol héritées directement du latin /b/ ou être le résultat d'une sonorisation opérée sur le latin /p/ (notées ‹b› et ‹p› respectivement). Le phonème /v/ est en général issu du phonème latin correspondant à la lettre ‹v› ; on pense qu'il était prononcé [w] (semi-voyelle) en latin classique, mais s'est plus tard renforcé jusqu'à devenir une fricative. Dans les langues où celui-ci a une articulation labiodentale, on suggère que cette qualité peut résulter de l'influence de la labiodentale sourde /f/. Ceci n'a pas eu lieu en espagnol et on suppose que le substrat basque peut avoir joué un rôle important dans cette évolution, de même qu'il a pu contribuer à la chute du f- initial. En espagnol /v/ a ainsi pris la forme d'une fricative bilabiale [β], indiscernable des occurrences fricatisées du phonème /b/.
En espagnol moderne, ‹b› et ‹v› représentent le même phonème /b/, réalisé comme une fricative [β], sauf à l'initiale ou après une nasale où il est réalisé comme l'occlusive [b]. Le choix de ‹b› ou ‹v› dans l'orthographe est en général justifié par l'étymologie, mais il existe des irrégularités.

##### Traitement de /s-/
En général, /s-/ se conserve à l'initiale mais son point d'articulation évolue parfois sporadiquement (peut-être sous influence de l'arabe) en palatale : SAPONE(M)>jabón (« savon »).

##### Voisement et fricatisation des occlusives intervocaliques
Dans toutes les langues italo-occidentales on observe, de façon plus ou moins généralisée, un processus de lénition des occlusives intervocalique (/p/, /t/ et /k/, représentés orthographiquement par P, T et C) réalisé en une, deux ou trois étapes successives, allant du voisement à la fricatisation, et quelquefois à la disparition.
En espagnol ces consonnes ont en général subi les deux premières étapes, la seconde débouchant sur la formation de fricatives sonores, allophones de l'occlusive : β, ð et ɣ, respectivement,.
Ces changements se produisent également pour des consonnes situées après une voyelle et devant une consonne sonore : PATRE(M)>padre (mais pas l'inverse : PARTE(M)>parte).
| Exemples de voisements et fricatisations des occlusives en espagnol | Exemples de voisements et fricatisations des occlusives en espagnol | Exemples de voisements et fricatisations des occlusives en espagnol                            |
| Consonne                                                            | Latin                                                               | Espagnol                                                                                       |
| ------------------------------------------------------------------- | ------------------------------------------------------------------- | ---------------------------------------------------------------------------------------------- |
| p → b [β]                                                           | aperīre, cooperīre, lupum, operam, populum, capram                  | abrir [aˈβrir], cubrir [kuˈβrir], lobo [ˈloβo], obra [ˈoβra], pueblo [ˈpweβlo], cabra [ˈkaβra] |
| t → d [ð]                                                           | cīvitātem, latum, mūtāre, scūtum, petram                            | ciudad [θjuˈðað], lado [ˈlaðo], mudar [muˈðar], escudo [esˈkuðo], piedra [ˈpjeðra]             |
| c → g [ɣ]                                                           | focum, lacum, locum, saeculum, sacrātum                             | fuego [ˈfweɣo], lago [ˈlaɣo], luego [ˈlweɣo], siglo [ˈsiɣlo], sagrado [saˈɣraðo]               |

De façon générale, le phonème /k/ suivi de /i/ ou /e/ s'est fricatisé en /θ/ (après une étape médiévale affriquée, voir le paragraphe « développement moderne des fricatives »), tandis qu'il s'est sonorisé en /ɡ/ dans les autres cas (devant d'autres voyelles ou devant une consonne sonore).
| Fricatisation : /k/ → /θ/       | Fricatisation : /k/ → /θ/   | Voisement : /k/ → /ɡ/          | Voisement : /k/ → /ɡ/     |
| Latin                           | Espagnol                    | Latin                          | Espagnol                  |
| ------------------------------- | --------------------------- | ------------------------------ | ------------------------- |
| dīcere /diːkere/ dīcet /diːket/ | decir /deˈθiɾ/ dice /ˈdiθe/ | dīcō /diːkoː/ dīcat /diːkat/   | digo /ˈdiɡo/ diga /ˈdiɡa/ |
| facere /fakere/ facit /fakit/   | hacer /aˈθeɾ/ hace /ˈaθe/   | faciō /fakjoː/ faciat /fakjat/ | hago /ˈaɡo/ haga /ˈaɡa/   |

##### Amüissement des intervocaliques sonores
Tandis que les consonnes intervocaliques sourdes étaient fréquemment voisées, de nombreuses intervocaliques sonores (d, g et plus occasionnellement b) s'affaiblirent à leur tour jusqu'à disparaître,.
| Exemples | Exemples                         | Exemples                |
| Consonne | Latin                            | Espagnol                |
| -------- | -------------------------------- | ----------------------- |
| b → ∅    | vendēbat                         | vendía                  |
| d → ∅    | comedere, hodiē, quō modō        | comer, hoy, cómo        |
| g → ∅    | cōgitāre, digitum, legere, rēgem | cuidar, dedo, leer, rey |

##### Vocalisation des consonnes implosives
Le phénomène de vocalisation est un changement au cours duquel une consonne acquiert des caractères vocaliques et perd de ses attributs consonantiques (obstruction du passage de l'air). Certaines consonnes implosives en espagnol (y compris celles devenues finales en conséquence d'une syncope de la forme latine) ont été vocalisées, et sont devenues des semi-voyelles.
Devant t, les labiales (b, p) ont accentué leur caractère arrondi jusqu'à être prononcées comme la semi-voyelle [w], qui est à son tour absorbée par la voyelles arrondie antérieure. Pour sa part la vélaire c ([k]) devient un yod [j], qui palatalise le [t] qui la suit et finit par être absorbée dans la palatale affriquée résultante. Les formes debda, cobdo et dubdar sont documentées en vieil espagnol, mais les formes hypothétiques *oito et *noite avaient déjà débouché sur ocho et noche au moment où l'espagnol est devenu une langue écrite,,.
| Vocalisation des consonnes implosives | Vocalisation des consonnes implosives | Vocalisation des consonnes implosives | Vocalisation des consonnes implosives | Vocalisation des consonnes implosives |
| Changement                            | Latin                                 | Forme intermédiaire                   | Espagnol                              |                                       |
| ------------------------------------- | ------------------------------------- | ------------------------------------- | ------------------------------------- | ------------------------------------- |
| p → w                                 | baptistam                             | —                                     | bautista                              |                                       |
| b → w                                 | dēbitam                               | debda                                 | deuda                                 |                                       |
| b → w → Ø                             | cubitum, dubitāre                     | cobdo, dubdar                         | codo, dudar                           |                                       |
| ct → ch                               | octō, noctem                          | *oito, *noite                         | ocho, noche                           |                                       |

##### Traitement des groupes consonantiques

###### Géminées
On observe en vieux castillan une palatalisation des sons désignés par les digraphes NN et LL en latin, qui débouchent respectivement sur une nasale /ɲ/ (graphiée ñ) et une latérale /ʎ/ (graphie standard : ll). Ce trait est absent du galaïco-portugais (qui simplifie le groupe) et commun avec le catalan.
La plupart des autres consonnes géminées se sont simplifiées : BB>b, DD>d, FF>f, GG>g, MM>m, PP>p, SS>s, TT>t.
CC s'est en général simplifié.
RR s'est en général conservé.
L'espagnol moderne n'admet que quatre consonnes géminées : c, l, n et r (moyen mnémotechnique : « Carolina »).

###### Groupes du type consonne + L
Ces groupes se sont révélés très instables.
À l'initiale, CL-, FL- et PL- se palatalisent généralement en /ʎ/ :
| CL>ll | CLAMARE   | llamar |
| FL>ll | FLAMMA(M) | llama  |
| PL>ll | PLOVERE   | llover |

Dans le cas de GL- la première consonne chute. C'est également le cas pour FL- dans certains cas rares.
Pour les groupes intérieurs, les changements sont plus sporadiques, bien qu'on observe également une tendance à la palatalisation, en /ʎ/ ou en /t͡ʃ/.

###### Groupes intérieurs issus d'une syncope
Les groupes secondaires intérieurs (/-m'n-/, /-m'r-/, /-m'l-/, /-n'r-/, /-l'r-/ etc.), issus de la syncope de voyelles atones latines, sont fréquemment traités par différenciation phonétique avec l'ajout d'une consonne épenthétique :
- /-m'n-/>/-mbr-/ : SEMINARE>*sem'nar>sembrar, HOMINE(M)>omne>hombre, FEMINA(M)>*fem'na>hembra
- /-m'r-/>/-mbr-/ : HOMERU>*hom'ro>hombro
- /-m'l-/>/-mbl-/ : TREMULARE>*trem'lare'>temblar
- /-n'r-/>/-ndr-/ : tener he>*teneré>*ten'ré>tendré (mais aussi terné en langue ancienne), INGENERARE>engendrar
- /-l'r-/>/-ldr-/ : valere he>*val'ré>valdré

Dans certains cas, /-m'n-/>/-nn-/>/ɲ/ : DOMINU(M)>dom'nu>dueño.
Une grande variété de traitement d'autres groupes consonantiques secondaires intérieurs est observée :
- Métathèses : PARABOLA(M)>*parab'la>palabra, MIRACULU(M)>*mirag'lo>milagro
- Inversion : CUMULU(M)>*com'lu>colmo
- Alternances de liquides (r, l, n) : ANIMA>*an'ma>alma

###### Cas des mots semi-savants
À la suite des travaux sur la langue entrepris par Alphonse X le Sage au milieu du XIIIe siècle, l'usage de certains mots du registre soutenu, essentiellement transmis par l'intermédiaire des livres et donc restés plus proches leurs formes latines, se diffuse. Nombre de ces mots semi-savants contiennent des groupes consonantiques latins réduits dans la conversation orale usuelle à des groupes plus simples ou à une seule consonne au cours des siècles précédents. Les principaux groupes affectés sont -ct-, -ct[i]-, -pt-, -gn-, -mn- et -mpt-.
En vieil espagnol, les formes simplifiées coexistent et sont même parfois en concurrence avec les formes savantes. Le système éducatif castillan puis espagnol, et enfin l'Académie royale espagnole, par leur exigence du maintien des groupes consonantiques, ont fini par pratiquement éliminer certaines formes simplifiées. Nombre d'entre elles ont été utilisées dans des travaux littéraires du Moyen Âge ou de la Renaissance, quelquefois de façon intentionnelle pour leur valeur archaïque, mais se sont depuis trouvées reléguées à des contextes de langage considérés comme peu soignés et socialement dévalorisants.
Occasionnellement toutefois, les deux formes persistent en espagnol moderne et présentent des nuances dans leur signification ou leur usage. C'est par exemple le cas de « afición » (« passion », « goût ») et « afección » (« affect », « maladie »), ou encore « respeto » (« respect ») et « respecto » (« rapport », « relation »). Dans le cas du doublon septiembre/setiembre (« septembre »), les deux formes coexistent et sont considérées comme valides académiquement, sans qu'aucune nuance sémantique les sépare.
| Réduction et récupération des groupes consonantiques intérieurs | Réduction et récupération des groupes consonantiques intérieurs | Réduction et récupération des groupes consonantiques intérieurs | Réduction et récupération des groupes consonantiques intérieurs | Réduction et récupération des groupes consonantiques intérieurs |
| Groupe consonantique                                            | Latin                                                           | Forme savante                                                   | Ancien espagnol                                                 | Espagnol moderne                                                |
| --------------------------------------------------------------- | --------------------------------------------------------------- | --------------------------------------------------------------- | --------------------------------------------------------------- | --------------------------------------------------------------- |
| ct → t                                                          | effectum, perfectum, respectum, sectam                          | efecto, perfecto, respecto, secta                               | efeto, perfeto, respeto, seta                                   | efecto, perfecto, respeto/respecto, secta                       |
| ct[i] → cc[i] → c[i]                                            | affectiōnem, lectiōnem, perfectiōnem                            | affección, lección, perfección                                  | afición, lición, perfeción                                      | afición/afección, lección, perfección                           |
| pt → t                                                          | acceptāre, baptismum, conceptum                                 | aceptar, baptismo, concepto                                     | acetar, bautismo, conceto                                       | aceptar, bautismo, concepto                                     |
| gn → n                                                          | dignum, magnificum, significāre                                 | digno, magnífico, significar                                    | dino, manífico, sinificar                                       | digno, magnífico, significar                                    |
| mn → n                                                          | columnam, solemnitātem                                          | columna, solemnidad                                             | coluna, solenidad                                               | columna, solemnidad                                             |
| mpt → nt                                                        | promptum, exemptum                                              | prompto, exempto                                                | pronto, exento                                                  | pronto, exento                                                  |

##### Réajustement moderne des fricatives

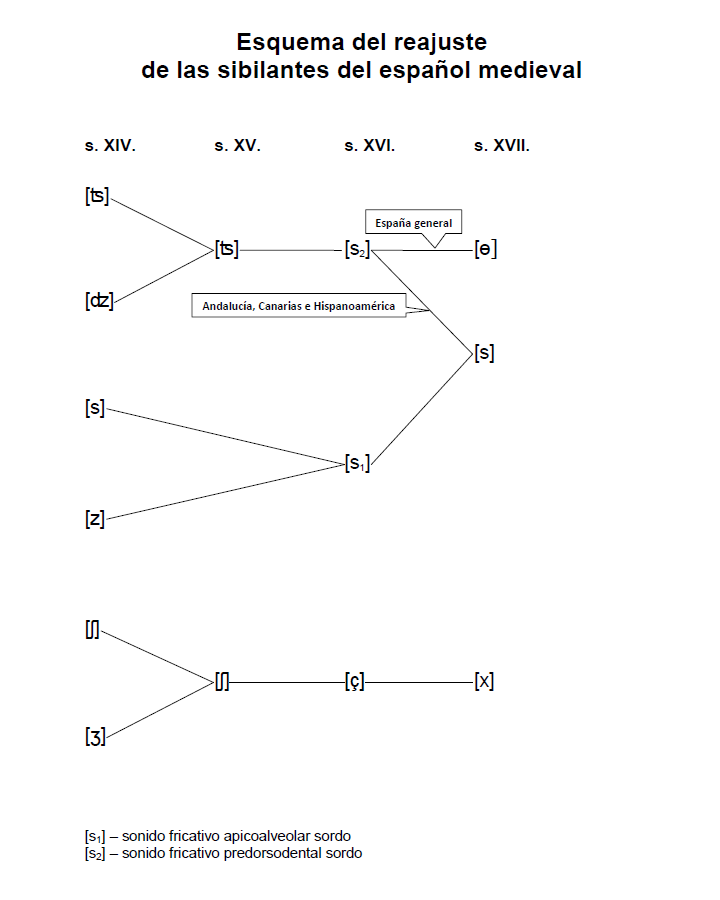
Changements phonétiques impliqués dans le réajustement des fricatives de l'espagnol.

Le système phonologique du castillan ancien parlé jusqu'aux environs du XVe siècle incluait les paires (sourde et sonore) de consonnes fricatives suivantes :
- Deux affriquées prédorsodentoalvéolaires : /t͡s/ et /d͡z/, respectivement graphiées ç[62] et c devant e, et i et z ;
- Deux fricatives apico-alvéolaires : /s/, graphiée par un s en début de syllabe et en fin de mot, ou ss entre voyelles, et /z/, s entre voyelles ;
- Deux fricatives prépalatales (post-alvéolaires) : /š/ (comme le ch français ou le sh anglais, dans l'API ʃ), graphiée x, et /ž/ (comme le j français, dans l'API ʒ), graphiée j ou g devant voyelles palatales (e et i).

Durant les XVIe et XVIIe siècles s'est déroulé un processus de profond remaniement, probablement entamé dès le XVe siècle, que l'on peut résumer en trois grandes étapes successives :
1. Dévoisement de toutes les consonnes sonores, le nombre de phonèmes se trouve alors réduit à trois : /t͡s/, /s/ et /š/ ;
2. La prédorsodentoalvéolaire affriquée sourde /t͡s/ se fricatise en une prédorsodentale, puis, dans les variétés septentrionales du castillan le point d'articulation est déplacé vers l'avant jusqu'à l'interdentale fricative sourde /θ/ (proche du th de l'anglais). Dans les autres dialectes (schématiquement dialecte andalou, canarien et en Amérique) le son s'est maintenu dorsodental et le /s/ apico-alvéolaire s'est infléchi jusqu'à ne former plus qu'un seul phonème avec lui. C'est le trait de seseo, parlé par la majorité des locuteurs hispanophones, mais qui diffère cependant du standard majoritairement diffusé en Espagne[63] ;
3. La prépalatale (ou post-alvéolaire) fricative sourde /š/ déplace son point d'inflexion vers l'arrière et se vélarise en /x/ (j, et g devant e et i dans la graphie actuelle). Le phonème détient différents allophones géographiques : vélaire [x], uvulaire [χ] (dans certaines régions d'Espagne) ou glottale [h] (en Andalousie et une partie des Amériques, notamment aux Caraïbes)[64],[65].

La fin du déroulement de ce processus établit le système consonantique de l’espagnol moderne.
Le judéo-espagnol, variante séparée du tronc péninsulaire à la suite de l’expulsion des Juifs d'Espagne en 1492, a maintenu la plupart des anciennes consonnes.

###### Interprétations
Pour expliquer le réajustement consonantique après la première étape de dévoisement, on mentionne fréquemment le fait que les principaux allophones [s, ś, ʃ] des trois fricatives de l'espagnol du XVIe siècle étaient concentrés dans un espace articulatoire très réduit et étaient par conséquent très proches phonétiquement. Le changement implique un contraste phonétique beaucoup plus important entre les différentes consonnes.
Certains linguistes avancent que la perte des sonores serait due à un bilinguisme castillan/basque, étant donné que ce dernier ne connaît pas les fricatives sonores. D'autres considèrent qu'il s'agit simplement d'une simplification de la structure phonologique interne.
Dans toute langue les sons dont la fonction de distinction est faible ont une plus grande chance de disparaître, car ils sont moins sensibles aux variations de prononciation. Par exemple en castillan médiéval, il n'existait que peu de mots (voire aucun) différenciés par une opposition entre /t͡s/ (ç) et /d͡z/ (z), ou /s/ et /z/, si bien que la disparition de la sonorité ne pose pas de problème d'intercompréhension. Au contraire, si l'on tient compte du fait que le /s/ était prononcé apico-alvéolaire (comme les variantes septentrionales péninsulaires actuelles), il était très proche phonétiquement de /š/. Pour maintenir et renforcer la différence phonologique entre ces phonèmes (voir dissimilation), les locuteurs auraient commencé à exagérer la prononciation du /š/, en déplaçant son point d'articulation peu à peu vers l'arrière de la cavité buccale, en produisant probablement tout d'abord un son [ç] (similaire au ch allemand de ich), jusqu'à parvenir au son vélaire actuel /x/.
Un processus similaire se déroule dans les variétés septentrionales après la fricatisation de /t͡s/ en un /s/ pré-dorso-dental qui était difficilement discernable du /s/ apico-alvéolaire. De manière analogue le point d'articulation de la prédorsodentale se déplace vers l'interdentale moderne /θ/. Les variantes méridionales optent pour la neutralisation totale de ces deux sons, donnant lieu aux phénomènes de seseo (réalisation prestigieuse) et de ceceo (réalisation en zones rurales et peu valorisée). C'est la première variété, parlée à Séville au temps de la conquête des Amériques, du temps où la ville avait le monopole du commerce avec les colonies d'outre-mer, qui s'est implantée en Amérique et reste largement dominante de nos jours.

#### Yeísmo
On trouve à partir du XVe siècle des traces documentaires de yeísmo, c'est-à-dire de confusions sporadiques entre la semi-voyelle /j/ (généralement transcrite ‹y›) et la palatale latérale /ʎ/ (‹ll›). Bien que la distinction soit encore maintenue à l'écrit et que le phénomène soit, en Espagne, considéré comme typiquement andalou, dans la plus grande partie des dialectes de l'espagnol actuel les deux phonèmes ont fusionné en un seul, réalisé sous la forme d'un son palatal généralement non latéral, qui peut varier selon le dialecte et le contexte de [ʝ] à fricative [ʒ], souvent simplement [j]. Ainsi et à titre d'exemples, la grande majorité des locuteurs de l'espagnol prononceront de la même manière les mots haya (subjonctif présent de l'auxiliaire haber) et halla (indicatif présent de hallar, « trouver »),,.
En Espagne, la domination du yeísmo est somme toute récente et le phénomène a connu une extension très rapide ; dans les années 1930 encore la distinction restait omniprésente dans la péninsule hors Andalousie.

#### Récapitulatif des inventaires phonétiques latin et espagnol
Le tableau ci-dessous récapitule les valeurs phonétiques des différentes lettres en latin et en espagnol selon la graphie usuelle dans les principales étapes de la langue. Le tableau ne vise pas à présenter l'évolution phonétique historique suivie par rapport aux changements orthographiques, et il est ainsi possible qu'un son représenté par une certaine graphie moderne ne soit pas issu du son représenté par cette même lettre antérieurement (par exemple le -c- et le h- actuels de l'espagnol ne dérivent pas toujours de la même lettre en latin).
| Lettre | Valeur dans l'Alphabet phonétique international | Valeur dans l'Alphabet phonétique international | Valeur dans l'Alphabet phonétique international | Valeur dans l'Alphabet phonétique international                 | Valeur dans l'Alphabet phonétique international |
| Lettre | Latin                                           | Latin                                           | Espagnol                                        | Espagnol                                                        | Espagnol                                        |
| Lettre | classique                                       | vulgaire                                        | castillan médiéval                              | castillan contemporain et dialectal                             | valeur phonologique standard                    |
| ------ | ----------------------------------------------- | ----------------------------------------------- | ----------------------------------------------- | --------------------------------------------------------------- | ----------------------------------------------- |
| A      | [a], [aː], [ã]                                  | [a], [ã]                                        | [a], [ã]                                        | [a]~[ã]                                                         | /a/                                             |
| B      | [b], [b:]                                       | [b]~[β]                                         | [b]~[β]                                         | [b]~[β]                                                         | /b/                                             |
| C      | [k], [k:], [kʰ], [kʲ]                           | [k], [t͡s]                                       | [k], [t͡s]                                       | [k], [θ] ou [s]                                                 | /k/, /θ/                                        |
| CH     | (< -ct-, -lt-)                                  | (< -ct-, -lt-)                                  | [t͡ʃ]                                            | [t͡ʃ]                                                            | /t͡ʃ/                                            |
| D      | [d], [d:]                                       | [d]                                             | [d]~[ð]                                         | [d]~[ð]                                                         | /d/                                             |
| E      | [e], [eː], [ẽ]                                  | [ɛ], [e], [ẽ]                                   | [e̞], [ẽ̞]                                        | [e̞]~[ẽ̞]                                                         | /e/                                             |
| F      | [f]~[ɸ], [f:]                                   | [f]~[ɸ]                                         | [f]~[ɸ]~[h]                                     | [f]~[ɸ]~[v]                                                     | /f/                                             |
| G      | [g], [g:], [gʲ]                                 | [g], [d͡ʒ]                                       | [g]~[ɣ], [ʒ]                                    | [g]~[ɣ], [x]~[χ] ou [h]                                         | /g/, /x/                                        |
| H      | [h]~[∅]                                         | [∅]                                             | [∅]                                             | [∅] ou [h]                                                      | /∅/                                             |
| I      | [i]~[j], [iː]~[j:], [ĩ]                         | [i]~[j], [ĩ], [ʝ]                               | [i]~[j]                                         | [i]~[j]~[ĩ], [ʝ]~[ɟ] ou [ʃ]~[ʒ]                                 | /i/                                             |
| J      |                                                 |                                                 | [ʒ]                                             | [x]~[χ] ou [h]                                                  | /x/                                             |
| K      | [k]                                             | [k]                                             | [k]                                             | [k]                                                             | /k/                                             |
| L      | [l]~[ɫ], [l:]                                   | [l]~[ɫ], [ʎ]                                    | [l]~[ɫ]                                         | [l]~[lʲ]~[l̪]~[l̟]                                                | /l/                                             |
| LL     | (< cl-, pl-, -ll-)                              | (< cl-, pl-, -ll-)                              | [ʎ]                                             | [ʎ], [ʝ]~[ɟ] ou [ʃ]~[ʒ]                                         | /ʎ/                                             |
| M      | [m]~[ɱ], [m:], [∅]                              | [m]~[ɱ], [m:], [∅]                              | [m]~[ɱ], [m:], [∅]                              | [m], [n:]~[m:],[n], [ŋ]~[ɱ] ou [∅]                              | /m/, /n/                                        |
| N      | [n]~[n̪]~[ŋ]~[ɲ]~[m]~[ɱ], [n:], [∅]              | [n]~[n̪]~[ŋ]~[ɲ]~[m]~[ɱ], [∅]                    | [n]~[n̪]~[nʲ]~[ŋ]~[ɲ]~[m]~[ɱ], [n:], [∅]         | [n]~[n̪]~[n̟]~[nʲ]~[ŋ]~[ɲ]~[ɴ]~[m]~[ɱ], [n:]~[m:], [ŋ]~[ɱ] ou [∅] | /n/                                             |
| Ñ      | (< -nn-, -ni-, -gn-)                            | (< -nn-, -ni-, -gn-)                            | [ɲ]                                             | [ɲ]                                                             | /ɲ/                                             |
| O      | [o], [oː], [õ]                                  | [ɔ], [o], [õ]                                   | [o̞], [õ̞]                                        | [o̞]~[õ̞]                                                         | /o/                                             |
| P      | [p], [p:], [pʰ]                                 | [p]                                             | [p]                                             | [p]                                                             | /p/                                             |
| QU     | [kw] ou [kʷ]                                    | [k(ʷ)]                                          | [kw], [k]                                       | [k]                                                             | /k/                                             |
| R      | [r]~[ɾ], [r:]                                   | [r], [ɾ]                                        | [r], [ɾ]                                        | [r], [ɾ]                                                        | /r/, /ɾ/                                        |
| S      | [s], [s:]                                       | [s], [z]                                        | [s], [z]                                        | [s]~[z]                                                         | /s/                                             |
| T      | [t], [t:], [tʰ], [tʲ]                           | [t], [t͡s]                                       | [t]                                             | [t]                                                             | /t/                                             |
| U      | [u]~[w], [uː], [ũ]                              | [u]~[w], [ũ], [β]                               | [u]~[w], [β]                                    | [u]~[w]~[ũ]                                                     | /u/                                             |
| V      | [u]~[w], [uː], [ũ]                              | [u]~[w], [ũ], [β]                               | [u]~[w], [β]                                    | [b]~[β]                                                         | /b/                                             |
| W      |                                                 |                                                 |                                                 | [b]~[β], [gw]~[ɣw]                                              | /b/, /gw/                                       |
| X      | [ks]                                            | [js]                                            | [ks], [gz], [ʃ]                                 | [ks]~[gs]~[ɣs], [s], [x], [ʃ]                                   | /ks/, /gs/, /s/, /x/                            |
| Y      | [y], [yː]                                       | [i]                                             | [i]~[j]                                         | [i]~[j], [ʝ]~[ɟ] ou [ʃ]~[ʒ]                                     | /i/, /j/                                        |
| Z      | [d͡z]~[z], [d͡z:]                                 | [d͡z]~[z]                                        | [d͡z]~[t͡s]                                       | [θ]~[ð] ou [s]~[z]                                              | /θ/, /s/                                        |